# فلورين تاناسي
فلورين تاناسي (بالرومانية: Florin Tănase)‏ هو لاعب كرة قدم روماني في مركزي نصف الجناح، ولد في 30 ديسمبر 1994 في Găești ‏ في رومانيا. شارك مع منتخب رومانيا تحت 21 سنة لكرة القدم ومنتخب رومانيا لكرة القدم. أما مع النوادي، فقد لعب مع ستيوا بوخارست ونادي فيتورول كونستانتا و الجزيرة الإماراتي و نادي الأخدود.

## وصلات خارجية
- فلورين تاناسي على موقع الاتحاد الدولي (مؤرشف)  (الإنجليزية)
- فلورين تاناسي على موقع الاتحاد الأوربي (الإنجليزية)
- فلورين تاناسي على موقع قاعدة بيانات كرة القدم.إي يو (الإنجليزية)
- فلورين تاناسي على موقع ناشيونال فوتبول تيمز (الإنجليزية)
- فلورين تاناسي على موقع Soccerway.com (الإنجليزية)
- فلورين تاناسي على موقع عالم كرة القدم.نت (الإنجليزية)
- فلورين تاناسي على موقع AS.com (الإسبانية)